# Конец всей этой гадости
«Конец всей этой гадости» (англ. The End of the Whole Mess) — рассказ американского писателя Стивена Кинга в жанре научной фантастики. Впервые был опубликован в журнале «Omni» в октябре 1986 года. В 1993 году вошёл в состав сборника «Ночные кошмары и фантастические видения», а в 2008 году вошёл в тематический сборник «Пустоши: Истории об апокалипсисе».

## Сюжет
История, рассказанная Говардом Форноем в виде личного дневника, повествует о жизни его младшего брата Роберта (Бобби), которого он убил несколько часов назад.
Бобби с детства был вундеркиндом, и его взрослые интересы в итоге привели к изучению различных научных дисциплин. Вскоре Бобби обнаруживает химическое вещество, которое уменьшает агрессивные наклонности у людей и других организмов. Проводя социологическое исследование в Техасе, Бобби использовал статистику преступности для создания топографической карты, которая отображала географическую структуру насильственных преступлений. Изучая карту, Бобби отметил снижение уровня преступности в городе Ла-Плата; прибыв туда, он обнаруживает, что в этом городе никогда не происходило насильственных преступлений. Бобби в конечном итоге удаётся определить, что причиной исчезновения агрессии является присутствие химического вещества, уникального для водоснабжения города и даже минимальное воздействие которого успокоит любого разозлённого человека или животное. Бобби выделяет и восстанавливает химическое вещество (названное им «Успокоитель») до концентрированной формы.
Во времена международного хаоса, наводящего на мысль о приближающейся ядерной войне, Бобби и Ховард, используя помощь вулкана Гуландио на Борнео, который вот-вот начнёт извергаться и выбросит в атмосферу миллионы тонн пепла, рассеивают большое количество «Успокоителя» по всему миру в надежде предотвратить хаос. Последствия оказываются быстрыми и ожидаемыми — интенсивность боевых действий во всём мире значительно снизилась.
Но несколько лет спустя братья с ужасом обнаруживают, что в Ла-Плате была еще одна константа, которая не изучалась до тех пор, пока вещество не было выпущено — вещество действительно устраняет агрессию и повышает спокойствие, но со временем оно накапливается в мозге человека, постепенно вызывая у него симптомы, напоминающие смесь слабоумия и болезни Альцгеймера, и в конечном итоге приводит к смерти. Говард убивает своего брата Бобби (по его просьбе введя ему в организм порцию «Успокоителя»), а его записи в дневнике после этого момента содержат всё большее количество грамматических и орфографических ошибок, которые в конечном итоге становятся бессвязными, поскольку Говард также поддался воздействию «Успокоителя».

## Факты
В рассказе Стивен Кинг использовал стилистический приём, аналогичный тому, что встречается в романе Дэниела Киза «Цветы для Элджернона» и в другом рассказе Кинга «Тот, кто хочет выжить» (из сборника «Команда скелетов») — в конце рассказа читатель понимает, что главный герой теряет разум, по становящемуся бессвязным тексту с большим количеством ошибок.
В романе «Оно» упоминается Ла-Плата, как город со значительно низким числом преступлений, и транквилизатор «Успокоитель».

## Экранизация
Рассказ был экранизирован в четвёртом эпизоде одноимённого со сборником телесериала, главные роли в ней сыграли Рон Ливингстон (Говард) и Генри Томас (Бобби).
В отличие от рассказа в экранизации Говард записывает свою исповедь на видеокамеру, а причиной, по которой Бобби запустил свой проект по созданию «Успокоителя», стали теракты 11 сентября 2001 года.